# Steinberg (Saxe)
Pour les articles homonymes, voir Steinberg.

Steinberg  est une commune de Saxe (Allemagne), située dans l'arrondissement du Vogtland, dans le district de Chemnitz. Elle est formée en 1994 des anciennes communes de Rothenkirchen, Wernesgrün (connu pour sa brasserie de bière, Wernesgrüner Brauerei) et Wildenau.

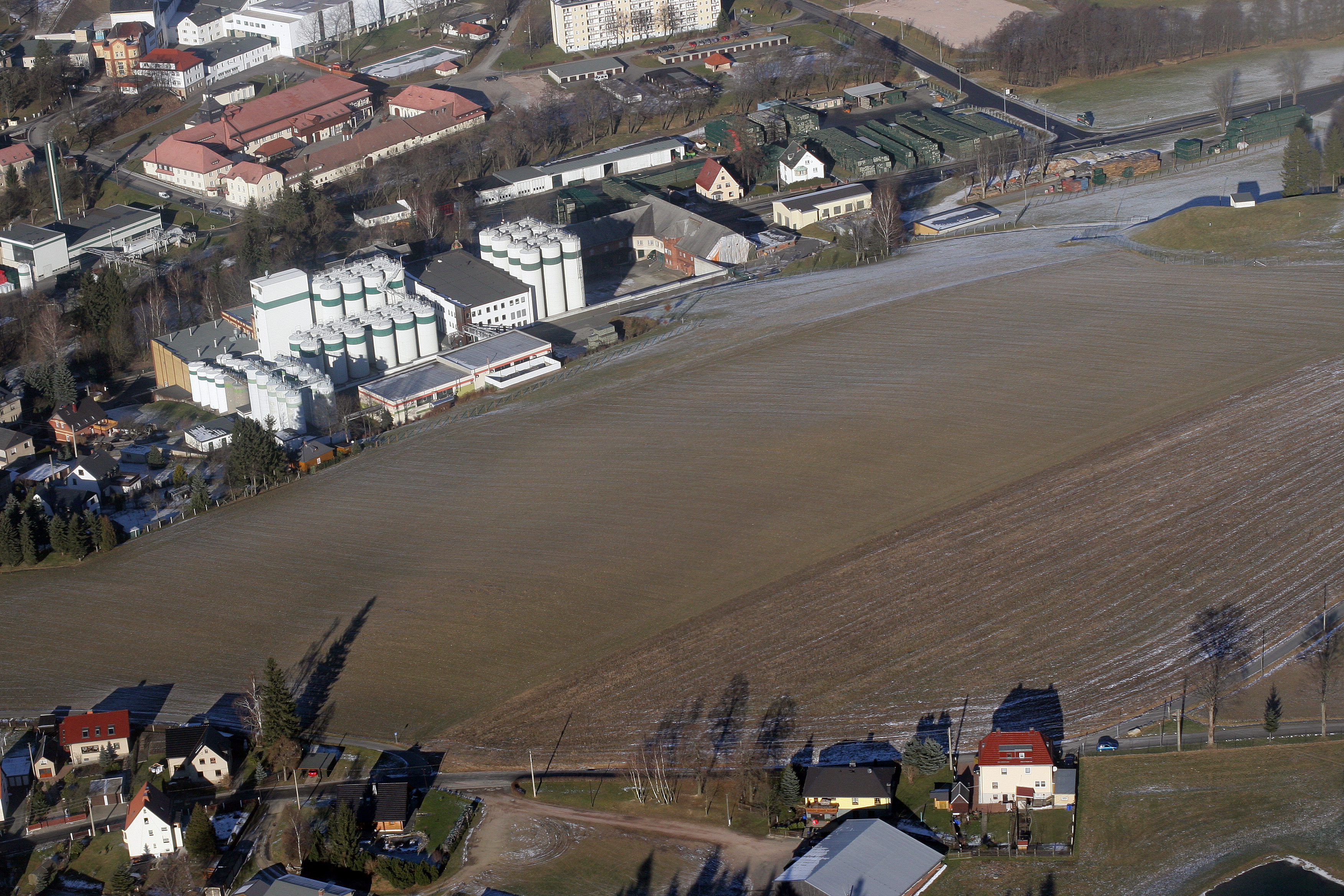
Brasserie de Wernesgrün

## Personnalités liées à la ville
- Johann Andreas Schubert (1808-1870), ingénieur né à Wernesgrün.